# Нова Кругляківка
Нова́ Круглякі́вка —  село в Україні, у Борівській селищній громаді Ізюмського району Харківської області. Населення становить 67 осіб. До 2020 орган місцевого самоврядування — Богуславська сільська рада.

## Географія
Село Нова Кругляківка знаходиться на правому березі річки Лозова, яка через 5 км впадає в Оскільське водосховище (річка Оскіл). На відстані 2 км розташоване село Богуславка. За 2 км проходить залізниця, найближча станція Імені Олега Крючкова (4 км). Паралельно залізниці проходить автомобільна дорога Р79.

## Історія
1680 - дата заснування.
12 червня 2020 року, відповідно до Розпорядження Кабінету Міністрів України № 725-р «Про визначення адміністративних центрів та затвердження територій територіальних громад Харківської області», увійшло до складу Борівської селищної громади.
19 липня 2020 року, в результаті адміністративно-територіальної реформи та ліквідації Борівського району, увійшло до складу Куп'янського району Ізюмського області.

## Населення

### Мова
Розподіл населення за рідною мовою за даними перепису 2001 року:
| Мова       | Кількість | Відсоток |
| ---------- | --------- | -------- |
| українська | 63        | 94.03%   |
| російська  | 4         | 5.97%    |
| Усього     | 67        | 100%     |

## Економіка
В селі є птахо-товарна ферма.